# Anna Surinyach
Anna Surinyach García (Barcelona, 1985) es una fotoperiodista española, editora gráfica de Revista 5W y profesora universitaria que cubre grandes desastres humanitarios en todo el mundo, entre ellos el tránsito de refugiados y desplazados.

## Biografía
Anna nació en la capital catalana de padres médicos, carrera que de niña creía que iba a realizar, aunque finalmente estudió periodismo en la Universidad Autónoma de Barcelona y posteriormente fotografía, porque siempre supo que quería informar por medio de la imagen y viajar para conocer in situ los conflictos mundiales.
En sus comienzos fue colaboradora y trabajadora de Médicos sin fronteras, conociendo y documentando los movimientos de personas derivados de conflictos como los de Siria, Yemen, la República Centroafricana y el Congo, entre otros.
En los últimos años uno de sus trabajos personales gira en torno a la llegada de refugiados que atraviesan el Mediterráneo, que ha cubierto en Grecia e Italia anteriormente, y actualmente en España, tanto en las costas como en su seguimiento de los movimientos posteriores de estos inmigrantes recién llegados a Europa. Su enfoque profesional siempre tiene un trasfondo humanitario y periodístico que intenta que logren un objetivo informativo real, más allá de las puras imágenes.
Actualmente, además de realizar su trabajo personal como fotógrafa, trabaja como editora gráfica y es una de las fundadoras de la Revista 5w, además de ser profesora de periodismo en la Universidad Internacional de Cataluña.

## Premios (selección)
- 2017. Premios Enfoque de Fotoperiodismo””.[7]

## Exposiciones (selección)
- 2016. Seguir con vida, Círculo de Bellas Artes de Madrid[8]
- 2018. Ellas también, Vitoria[9]